# Улица Ауэзова (Алма-Ата)
Улица Ауэзова (каз. Әуезов көшесі) — улица в Алма-Ате, расположена в Алмалинском и Бостандыкском районах города. Начинается от проспекта Райымбека и проходит в южном направлении до улицы Тимирязева между 6-й линией и параллельными улицами Айтиева, Манаса, пересекая улицы Гоголя, Толе би, Богенбай батыра, Кабанбай батыра, Жамбыла, Шевченко, Курмангазы, проспект Абая, Сатпаева, Жандосова, бульвар Бухар Жырау и Улица Габдуллина. Сегодня является важной грузопассажирской магистралью города.
Улица Ауэзова формировалась по генеральному плану застройки Алма-Аты 1936 года в юго-западном направлении от реки Весновка.
В 2021 году начаты работы по продлению участка улицы Ауэзова между улицей Гоголя и проспектом Райымбека. В мае 2022 года открыто движение по новому участку улицы Ауэзова.

## Происхождение названия
Изначально до октября 1961 года именовалась 5-й линией, позже переименована в честь видного казахского советского писателя Мухтара Ауэзова.

## Озеленение и благоустройство
В советские годы своеобразный характер улице придавали зелёные насаждения: вдоль тротуаров тянулись аллеи и бульвары. Были проложены магистральные оросительные арыки, которые летом ежедневно были полноводными. Обрезка деревьев в 2010 году на улице Ауэзова, ниже проспекта Абая, привела к тому, что фасады жилых домов, которые от смога и шума транспортной магистрали защищали дубы, теперь оказались полностью оголенными. Уничтожены тенистые пешеходные тротуары. Нанесён ущерб микроклимату, неповторимому облику улицы, который формировался десятилетиями.

## Здания и сооружения
Улица в советские годы была застроена трёхэтажными зданиями, в которых были расположены: институты «Казгипрозем» министерства сельского хозяйства, «КазНИПИАТ» министерства автомобильного транспорта. Сегодня по прежнему располагаются Алматыэлектротранс и троллейбусный парк № 1, средняя школа № 55 имени В. П. Чкалова.

## Транспорт
На улице проходят многие троллейбусные и автобусные маршруты.
Троллейбусные маршруты
- 1: Центральный парк культуры и отдыха, ул. Гоголя, Парк имени 28 гвардейцев-панфиловцев, ул. Ауэзова, ул. Тимирязева, ул. Розыбакиева, ул. Березовского, ул. Гагарина, конечная ул. Кожабекова угол ул. Розыбакиева.
- 7: Ж/д вокзал Алматы 1, ул. Сейфуллина, КОУ, ул. Курмангазы, ул. Байтурсынова, ул. Тимирязева, ул. Ауэзова, ул. Габдуллина, ул. Манаса, «Атакент» (ВДНХ), ул. Гагарина, ул. Кожабекова угол ул. Розыбакиева.
- 12: ЦПКиО, Парк имени 28 гвардейцев-панфиловцев, ул. Гоголя, ул. Ауэзова, ул. Сатпаева, ул. Щепеткова, Плодоконсервный завод, ул. Жандосова, мкр. Таугуль, мкр-ны 8, 9, 10, 11, 12, ул. Саина.

Только в южное направление до пересечения с улицей Жандосова — автобус № 123 (затем на восток по Жандосова) и автобус № 80 (до пересечения с проспектом Абая, затем до улицы Манаса);

## Галерея
- Выставочный центр «Атакент» на южном конце улицы Ауэзова
- ТРЦ «Globus» на Ауэзова/Абая
- ForteBank на Ауэзова/Абая
- Здание «Shinhan Financial» на Ауэзова/Кабанбай батыра
- Бизнес-центр «Берекет» на Ауэзова/ниже Толе би